# Dedekindsche Etafunktion

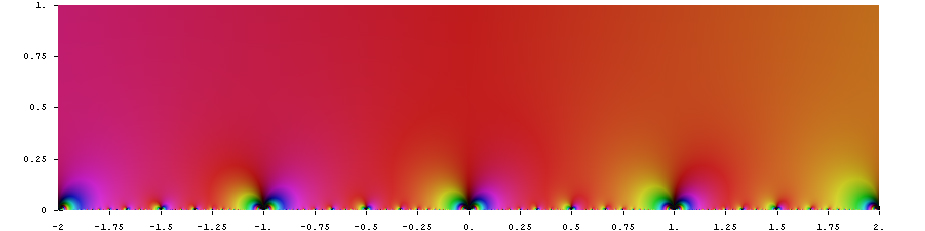
Die Dedekindsche Etafunktion in der komplexen Ebene

Die nach dem deutschen Mathematiker Richard Dedekind benannte Etafunktion (η-Funktion) ist eine auf der oberen Halbebene {\displaystyle \mathbb {H} =\{\tau \in \mathbb {C} \mid \mathrm {Im} \,\tau >0\}} holomorphe Funktion.
Sie spielt eine wichtige Rolle in der Theorie der  elliptischen Funktionen und der Thetafunktionen.

## Definition
Die Etafunktion wird üblicherweise folgendermaßen als unendliches Produkt definiert:
{\displaystyle \eta (\tau ):=e^{\pi i\tau /12}\prod _{n=1}^{\infty }(1-e^{2\pi in\tau })}.
Aus der Definition folgt unmittelbar, dass {\displaystyle \eta } in {\displaystyle \mathbb {H} } keine Nullstellen hat.
Die Funktion ist eng verwandt mit der Diskriminante {\displaystyle \Delta }, es ist
{\displaystyle \Delta (\tau )\,=\,(2\pi )^{12}\eta ^{24}(\tau )}.

## Transformationsverhalten
Ihre Bedeutung erhält die Funktion aus ihrem Transformationsverhalten unter den Substitutionen der Erzeugenden der Modulgruppe:
{\displaystyle \Gamma :=\mathrm {SL} _{2}(\mathbb {Z} )=\{{\bigl (}{\begin{smallmatrix}a&b\\c&d\end{smallmatrix}}{\bigr )}\mid a,b,c,d\in \mathbb {Z} ,ad-bc=1\}},
Es gilt nämlich:
{\displaystyle \eta (\tau +1)\,=\,e^{\pi i/12}\eta (\tau )}
Und es gilt:
{\displaystyle \eta \left({\frac {-1}{\tau }}\right)={\sqrt {\frac {\tau }{i}}}\,\eta (\tau )}

## Pentagonalzahlensatz und Partitionsfolgen

### Fünfeckszahlen und Kartenhauszahlen
Zur Berechnung der Dedekindschen Etafunktion kann der Pentagonalzahlensatz von Leonhard Euler verwendet werden:
{\displaystyle \eta _{W}(x)=x^{1/24}\prod _{n=1}^{\infty }(1-x^{n})=x^{1/24}\sum _{m=0}^{\infty }{\bigl [}x^{m(6m+1)}-x^{(2m+1)(3m+1)}-x^{(2m+1)(3m+2)}+x^{(m+1)(6m+5)}{\bigr ]}}
Die verallgemeinerten Pentagonalzahlen bilden eine Doppelfolge aus Fünfeckszahlen und Kartenhauszahlen.
Denn dieselbe Formel kann auch so ausgedrückt werden:
{\displaystyle \eta _{W}(x)=x^{1/24}\sum _{k=0}^{\infty }{\bigl [}x^{{\text{Kr}}(2k)}-x^{{\text{Fn}}(2k+1)}-x^{{\text{Kr}}(2k+1)}+x^{{\text{Fn}}(2k+2)}{\bigr ]}}
Hier steht Fn(z) für die z-te Fünfeckszahl und Kr(z) für die z-te Kartenhauszahl:
{\displaystyle {\text{Fn}}(z)={\tfrac {1}{2}}z(3z-1)}
{\displaystyle {\text{Kr}}(z)={\tfrac {1}{2}}z(3z+1)}
Für die Synthese der Partitionszahlenfolge mit Hilfe einer Rekursionsformel können die Pentagonalzahlen ebenso verwendet werden.
Aus den nun gezeigten Formeln folgt dieses bestimmte Integral:
{\displaystyle \int _{0}^{1}\eta _{W}(x)\,\mathrm {d} x=\sum _{k=-\infty }^{\infty }{\frac {(-1)^{k}}{{\tfrac {1}{2}}k(3k-1)+{\tfrac {25}{24}}}}={\sqrt {2}}\,\pi \sinh({\tfrac {2}{3}}{\sqrt {6}}\,\pi )\,{\text{sech}}({\sqrt {6}}\,\pi )\approx 0{,}3416968346\ldots }

### Normale und strikte Partitionszahlen und Oberpartitionszahlen
Die Partitionszahlenfolge P selbst erscheint als Folge der Koeffizienten von folgender Funktion:
{\displaystyle x^{1/24}\eta _{W}(x)^{-1}=\prod _{n=1}^{\infty }(1-x^{n})^{-1}=\sum _{m=0}^{\infty }P(m)x^{m}}
Ähnliche Folgen gelten für die strikte Partitionszahlenfolge Q und die Oberpartitionszahlenfolge {\displaystyle {\overline {P}}}:
{\displaystyle x^{-1/24}\eta _{W}(x)\vartheta _{01}(x)^{-1}=\prod _{n=1}^{\infty }(1+x^{n})=\sum _{m=0}^{\infty }Q(m)x^{m}}
{\displaystyle {\frac {1}{\vartheta _{01}(x)}}=\prod _{n=1}^{\infty }{\frac {1+x^{n}}{1-x^{n}}}=\sum _{m=0}^{\infty }{\overline {P}}(m)x^{m}}

### Tabelle und Beziehungsformeln der Folgen
Tabelle der Zahlenfolgen:
| z                                  | 0 | 1 | 2 | 3 | 4  | 5  | 6  | 7  | 8   | 9   | 10  | 11  | 12  | 13  | 14   | 15   |
| ---------------------------------- | - | - | - | - | -- | -- | -- | -- | --- | --- | --- | --- | --- | --- | ---- | ---- |
| P(z)                               | 1 | 1 | 2 | 3 | 5  | 7  | 11 | 15 | 22  | 30  | 42  | 56  | 77  | 101 | 135  | 176  |
| Q(z)                               | 1 | 1 | 1 | 2 | 2  | 3  | 4  | 5  | 6   | 8   | 10  | 12  | 15  | 18  | 22   | 27   |
| {\displaystyle {\overline {P}}(z)} | 1 | 2 | 4 | 8 | 14 | 24 | 40 | 64 | 100 | 154 | 232 | 344 | 504 | 728 | 1040 | 1472 |

Wichtige Summenbeziehungen zu den genannten Zahlenfolgen untereinander:
{\displaystyle P(2n)=\sum _{k=0}^{n}P(n-k)Q(2k)}
{\displaystyle P(2n+1)=\sum _{k=0}^{n}P(n-k)Q(2k+1)}
{\displaystyle {\overline {P}}(n)=\sum _{k=0}^{n}P(n-k)Q(k)}

## Rogers-Ramanujan-Identitäten
Der Mathematiker Michael Trott behandelte in seinem Werk Modular Equations of the Rogers-Ramanujan Continued Fraction für den Rogers-Ramanujan-Kettenbruch folgende Identität:
{\displaystyle R(x)=\tan {\biggl \{}{\frac {1}{2}}\operatorname {arccot} {\biggl [}{\frac {\eta _{W}(x^{1/5})}{2\eta _{W}(x^{5})}}+{\frac {1}{2}}{\biggr ]}{\biggr \}}}
Somit kann der Rogers-Ramanujan-Kettenbruch mit dem Halbierungstheorem der Tangensfunktion dargestellt werden.
Auch die Rogers-Ramanujan-Funktionen G und H können mit Hilfe der Dedekindschen Etafunktion vereinfacht beschrieben werden:
{\displaystyle G(q)={\frac {1}{(q;q^{5})_{\infty }(q^{4};q^{5})_{\infty }}}=q^{1/60}\eta _{W}(q^{5})^{1/2}\eta _{W}(q)^{-1/2}R(q)^{-1/2}}
{\displaystyle H(q)={\frac {1}{(q^{2};q^{5})_{\infty }(q^{3};q^{5})_{\infty }}}=q^{-11/60}\eta _{W}(q^{5})^{1/2}\eta _{W}(q)^{-1/2}R(q)^{1/2}}

## Liste exemplarischer Werte
Nach Weberscher Definition werden hier einige Dedekindsche Etafunktionswerte aufgelistet:
Werte von geradexponentigen Potenzen des Kehrwerts der Gelfondschen Konstante:
{\displaystyle \eta _{W}({\text{e}}^{-2\pi })=2^{-1/4}{\sqrt {G}}}
{\displaystyle \eta _{W}({\text{e}}^{-4\pi })=2^{-5/8}{\sqrt {G}}}
{\displaystyle \eta _{W}({\text{e}}^{-6\pi })=2^{-1/4}3^{-3/8}(2-{\sqrt {3}})^{1/12}{\sqrt {G}}}
{\displaystyle \eta _{W}({\text{e}}^{-8\pi })=2^{-17/16}({\sqrt {2}}-1)^{1/4}{\sqrt {G}}}
{\displaystyle \eta _{W}({\text{e}}^{-10\pi })=2^{-3/4}5^{-1/2}({\sqrt {5}}-1)^{1/2}{\sqrt {G}}}
{\displaystyle \eta _{W}({\text{e}}^{-12\pi })=2^{-15/8}3^{-3/8}({\sqrt[{4}]{12}}-{\sqrt {3}}+1)(2+{\sqrt {3}})^{1/12}{\sqrt {G}}}
Werte von ungeradexponentigen Potenzen des Kehrwerts der Gelfondschen Konstante:
{\displaystyle \eta _{W}({\text{e}}^{-\pi })=2^{-1/8}{\sqrt {G}}}
{\displaystyle \eta _{W}({\text{e}}^{-3\pi })=2^{-11/8}3^{-3/8}({\sqrt[{4}]{12}}+{\sqrt {3}}-1)(2+{\sqrt {3}})^{1/12}{\sqrt {G}}}
{\displaystyle \eta _{W}({\text{e}}^{-5\pi })=2^{-9/8}5^{-1/2}({\sqrt[{4}]{5}}+1)({\sqrt {5}}-1)^{1/2}{\sqrt {G}}}

## Lösungsverfahren quintischer Gleichungen

### Entdeckung durch Hermite
Der Allgemeinfall der Gleichungen fünften Grades kann nach dem Satz von Abel-Ruffini nicht mit elementar mathematischen Ausdrücken gelöst werden. Aber dieses Lösen der allgemeinen quintischen Gleichung ist sehr wohl über elliptische Modulfunktionen erster Art möglich. Die Formel für die Ermittlung des elliptischen Moduls ausgehend von einer quintischen Gleichung in Bring-Jerrard-Form wurde vom französischen Mathematiker Charles Hermite erforscht. Er fand heraus, dass für eine Gleichung des folgenden Musters der zugehörige elliptische Modul k für die Lösungsformel der betroffenen Gleichung auf folgende Weise gebildet werden kann:
{\displaystyle x^{5}+x=t}
{\displaystyle k={\bigl (}50{\sqrt {5}}\,t^{2}+32+2{\sqrt {3125\,t^{4}+256}}{\bigr )}^{-1/2}{\bigl (}{\sqrt {{\sqrt {3125\,t^{4}+256}}+16}}+5{\sqrt[{4}]{5}}\,t{\bigr )}}
Mit Hilfe von hyperbolisch lemniskatischen Funktionen kann derselbe Modul auch so dargestellt werden:
{\displaystyle k={\text{ctlh}}{\bigl [}{\tfrac {1}{2}}{\text{aclh}}{\bigl (}{\tfrac {5}{4}}{\sqrt[{4}]{5}}\,t{\bigr )}{\bigr ]}^{2}}
Diese Überleitung vom absoluten Glied der gezeigten Bring-Jerrard-Gleichung hin zum elliptischen Modul wurde im Werk Sur la résolution de l’Équation du cinquiéme degré Comptes rendus von Charles Hermite exakt beschrieben. Die von Francesco Brioschi angefertigte italienische Version dieses Werkes von Charles Hermite mit dem Titel Sulla risoluzione delle equazioni del quinto grado beinhaltet auf der Seite 258 diejenige Formel, aus welcher die soeben gezeigte Modulermittlungsformel hervorgeht.

### Lösung nach Prasolov und Solovyev
Die russischen Mathematiker Viktor Prasolov (Виктор Прасолов) und Yuri Solovyev (Юрий Соловьёв) haben in ihrem Werk Elliptische Funktionen und elliptische Integrale (Эллиптические функции и эллиптические интегралы, Elliptic functions and Elliptic integrals) aus dem Jahre 1997 die exakte Lösung der allgemeinen quintischen Gleichung in Bring-Jerrard-Form über die Dedekindsche Etafunktion niedergeschrieben. Vor allem im darin enthaltenen siebten Kapitel Thetafunktionen und Lösungen von quintischen Gleichungen erläuterten sie die Ermittlung der Lösungen mit den Thetafunktionen aus den Potenzen des elliptischen Nomens akkurat. Hierbei führten sie bei ihrer Beschreibung mehrere Funktionen und ebenso Funktionenscharen mit Indizes ein. Der genannte Abschnitt befindet sich in der amerikanischen Ausgabe der American Mathematical Society auf den Seiten 155 bis 169.
Die erste ihrer Funktionen, die Funktion {\displaystyle u(q)} hatte diese Definition:
{\displaystyle u(q)=q^{-1/24}\prod _{n=1}^{\infty }(1+q^{2n-1})=q^{-1/24}{\frac {(q^{2};q^{4})_{\infty }}{(q;q^{2})_{\infty }}}={\frac {\vartheta _{01}(q^{2})\,\eta _{W}(q)}{\vartheta _{01}(q)\,\eta _{W}(q^{2})}}}
Diese Funktion ist exakt gleich der folgenden Weberschen Funktion: {\displaystyle u(q)={\mathfrak {f}}_{00}(q)}
Die zweite ihrer Funktionen, die Funktion {\displaystyle v_{\infty }(q)} hatte jene Definition:
{\displaystyle v_{\infty }(q)=u(q^{5})={\frac {\vartheta _{01}(q^{10})\,\eta _{W}(q^{5})}{\vartheta _{01}(q^{5})\,\eta _{W}(q^{10})}}}
Als Drittes wurde im Werk die Funktionenschar {\displaystyle v_{c}} definiert:
{\displaystyle v_{c}(q)=u{\bigl [}\exp {\bigl (}{\tfrac {2}{5}}\pi ic{\bigr )}\,q^{1/5}{\bigr ]}}
Zusätzlich wurden folgende zwei Gleichungsbeziehung zu den einzelnen Funktionen genannt:
{\displaystyle u(q)^{6}+v_{c}(q)^{6}=u(q)^{5}v_{c}(q)^{5}-4u(q)v_{c}(q)}
{\displaystyle u(q)^{12}-64u(q)^{-12}=w_{z}(q)[w_{z}(q)^{2}+5]^{2}}
Zuletzt wurde die Funktionenschar {\displaystyle w_{z}(q)} auf der Seite 166 der amerikanischen Version aufgestellt:
{\displaystyle w_{z}(q)=5^{-1/2}u(q)^{-3}[v_{\infty }(q)-v_{z}(q)][v_{z+1}(q)-v_{z-1}(q)][v_{z+2}(q)-v_{z-2}(q)]}
In demjenigen Abschnitt dieses Werks von Prasolov und Solovyev, welcher in der amerikanischen Version die Überschrift The general scheme of solution of quintic equations trägt, wird die exakte Lösungsformel für die Gleichung in Bring-Jerrard-Form beschrieben:
{\displaystyle x^{5}+x=t}
{\displaystyle k={\text{ctlh}}{\bigl [}{\tfrac {1}{2}}{\text{aclh}}{\bigl (}{\tfrac {5}{4}}{\sqrt[{4}]{5}}\,t{\bigr )}{\bigr ]}^{2}}
{\displaystyle x_{z}={\frac {5\,t}{w_{z}[q(k)]^{2}+5}}}